# Deltra Putra Sidoarjo
Pour les articles homonymes, voir Sidoarjo.
Maillots
Le Deltra Putra Sidoarjo est un club indonésien de football basé à Sidoarjo.